# Italiens herrlandslag i rugby union
Italiens herrlandslag i rugby union representerar Italien i rugby union på herrsidan. Laget har varit med i alla världsmästerskap som hittills har spelats.
Laget spelade sin första match i maj 1929 i Barcelona, och förlorade med 0-9 mot Spanien. Man spelar sina hemmamatcher på Stadio Olimpico och lagets kapten är Michele Lamaro.

### Fotnoter
1. ↑  ”Rugby International”. http://www.rugbyinternational.net/countries/italy1929-2000.htm. Läst 26 augusti 2011.